# Arco (Włochy)
Arco – miejscowość i gmina we Włoszech, w regionie Trydent-Górna Adyga, w prowincji Trydent.

## Dane demograficzne
Według danych na rok 2004 gminę zamieszkiwało 14 500 osób, 230,2 os./km².

## Turystyka
Arco jest popularnym regionem wspinaczkowym, w którym można się wspinać na ponad tysiącu dróg wspinaczkowych. Na pobliskim jeziorze Garda można uprawiać również sporty wodne.
Przez Arco przebiega też trasa rowerowa Torbole - Arco - Dro - Sarche.

### Zabytki
- ruiny średniowiecznego zamku;
- Kolegiata Wniebowzięcia NMP, położona przy centralnym placu miejscowości;
- kościół Santa Maria delle Grazie;

## Bibliografia

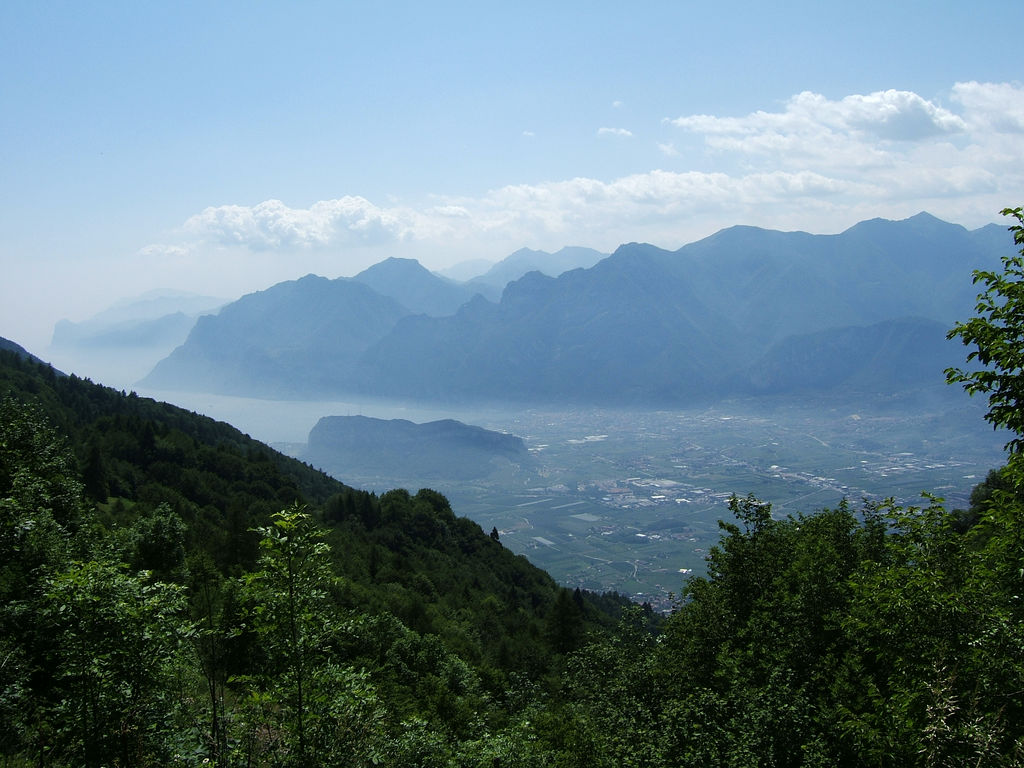
Widok na Arco z otaczających gór